# 김미현 (성우)
김미현(1972년 2월 23일 ~ )은 대한민국의 성우이다. 1993년 EBS에 입사했으며, 현재는 EBS 13기이다. 교육방송 성우극회 소속.

## 경력
- 수능 언어영역 듣기평가 성우로 참여
- 우정교육원 스피치 특강
- 단국대학교 평생교육원 스피치 특강
- 국립 어린이 도서관 애니메이션 더빙 강사

## 주요 출연작품

### 애니메이션
- 꼬마거북 프랭클린 (대교방송) - 프랭클린
- 꼬마천사 지지 (EBS) - 쥐
- 쏜베리의 가족탐험대 (재능TV)

### TV 어린이물
- 딩동댕 유치원 (EBS)
- 만들어볼까요 (EBS)

### TV 내레이션
- 아주 특별한 아침 (MBC)
- 여유만만 (KBS)
- 감성매거진 행복한 오후 (KBS)
- VJ클럽 (KBS)
- SBS e연예뉴스
- 스타북스 (한국경제TV)
- 창직리포트 (한국경제TV)
- 건강매거진 (한국경제TV)
- 펀드삽시다 (한국경제TV)
- 헬로 닥터 (MBN)

### 게임
- 사이킥 포스 2012 - 패트리시아 마이어스

### 광고
- 오뚜기
- 레모니아
- 레모나
- 폴리그램
- 유한킴벌리
- 삼성화재
- 신세계 백화점

### 라디오 드라마
- EBS 라디오 문학관